# Charaxes opinatus
Charaxes opinatus is een vlinder uit de familie van de Nymphalidae. De wetenschappelijke naam van de soort is voor het eerst geldig gepubliceerd in 1909 door Francis Arthur Heron.